# Get Down Saturday Night
Pour les articles homonymes, voir Saturday Night.
Get Down Saturday Night est un single du chanteur Oliver Cheatham paru en 1983. Le single se plaça notamment à la 38e place des ventes au Royaume-Uni cette année-là. Oliver Cheatham créa différentes versions de son tube.

## Principales versions
- 1983 : Get Down Saturday Night (Original 7" Version)
- 1983 : Get Down Saturday Night (Original 12" Version)
- 1983 : Get Down Saturday Night (Extended Version)
- 1986 : Get Down Saturday Night
- 1988 : Get Down Saturday Night (You Can Do It)
- 1989 : Get Down Saturday Night (Get Down In The 90's)
- 1990 : Get Down Saturday Night
- 1995 : Get Down Saturday Night
- 1997 : Get Down Saturday Night
- 1998 : Get Down Saturday Night '98
- 1999 : Get Down Saturday Night '99
- 2001 : Get Down Saturday Night
- 2002 : Get Down Samedi Soir (DJ Abdel feat. Rohff & Oliver Cheatham)
- 2003 : Get Down Saturday Night (Stand For Love)
- 2007 : Get Down Saturday Night (Special Extended Version)

## Versions samplées
- 1993 : Barrio Debajo - Gotta Let Yourself Go
- 2001 : Good Feelin - DJ Flex ft. Ken Norris
- 2003 : Make Luv (Room 5 featuring Oliver Cheatham)
- 2005 : The Weekend (Michael Gray)
- 2005 : Make Luv (The 2005 Mixes) (Room 5 featuring Oliver Cheatham)

## Dans la culture
Sauf indication contraire, les informations mentionnées dans cette section peuvent être confirmées par le générique de fin de l'œuvre audiovisuelle présentée ici, ainsi que par la base de données cinématographiques IMDb,  présente dans la section « Liens externes ».
- 2002 : Grand Theft Auto: Vice City
- 2015 : Ex Machina
- 2017 : Le Sens de la fête d'Olivier Nakache et Éric Toledano - musique additionnelle

### Article s connexes
- Garage house